# Дванадесети артилерийски полк
Дванадесети артилерийски полк е български артилерийски полк, формиран през 1915 година, взел участие в Първата (1915 – 1918) и Втората световна война (1941 – 1945).

## Формиране
Историята на полка започва на 10 септември 1915 година, когато във Враца се формира Дванадесети артилерийски полк. Състои се от две артилерийски отделния с по три батареи и нестроеви взвод. Влиза в състава на 6-а артилерийска бригада от 6-а пехотна бдинска дивизия.

## Първа световна война (1915 – 1918)
Полкът взема участие в Първата световна война (1915 – 1918) под командването на подполковник Димитър Райчев, на 1 октомври 1919 година е разформирован, като до 1 април 1923 година действа Ликвидационен щаб.
При намесата на България във войната полкът разполага със следния числен състав, добитък, обоз и въоръжение:
| Числен състав                                       | Добитък    | Обоз                                                     | Въоръжение                                  |
| --------------------------------------------------- | ---------- | -------------------------------------------------------- | ------------------------------------------- |
| Офицери: 25 Чиновници: 2 Подофицери и войници: 1195 | Коне: 1070 | Обикновени коли: 148 Товарни коли: 148 Специални коли: 3 | Пушки и карабини: 53 Полски с.с. оръдия: 24 |

## Втора световна война (1941 – 1945)
Във връзка с участието на България във Втората световна война (1941 – 1945) на 1 юли 1940 г. в Шумен е формиран Дванадесети дивизионен артилерийски полк, който мобилизира запасни чинове за преподготовка и на 28 август 1940 го е разформиран. За периода от 27 октомври до 28 декември 1940 г., от 20 февруари до 9 октомври 1943 г. и от 4 юли до 7 юли 1944 г. е формиран и съответно разформиран. До началото на заключителния етап на войната е на Прикриващия фронт или в окупационното пространство, след което е разформиран. Отново е формиран за първата фаза на войната срещу Германия в която участва само 1-во возимо и 4-то товарно отделение, а във втора фаза с целия си състав. Участва в боевете при Бели монастир, Хенче, Буканове, и Средище. На 10 август 1945 е демобилизиран, като имуществото му е предадено на 11-и дивизионен артилерийски полк.

## Наименования
През годините полкът носи различни имена според претърпените реорганизации:
- Дванадесети артилерийски полк (10 септември 1915 – 1923)
- Дванадесети дивизионен артилерийски полк (1940 – 1941, 1943 – 1945)

## Командири
Званията са към датата на заемане на длъжността.
| №  | звание       | име               | дати                 |
| -- | ------------ | ----------------- | -------------------- |
| 1. | Подполковник | Димитър Райчев    | от септември 1915    |
| 2. | Подполковник | Димитър Карадимов | 1915 – 1918          |
| 3. | Подполковник | Христо Златарев   | Втора световна война |